# Dorymyrmex santschii
Dorymyrmex santschii é uma espécie de formiga do gênero Dorymyrmex.